# Sgoil Ghàidhlig Ghlaschu
Sgoil Ghàidhlig Ghlaschu o Glasgow Gaelic School (Escola Gaèlica de Glasgow) és una escola de Glasgow que imparteix les seves classes en gaèlic escocès (vegeu educació en gaèlic escocès). L'escola no té cap àmbit d'actuació concret, ja que serveix a la comunitat gaèlica del sud-oest d'Escòcia, atenent alumnes majoritàriament de Kilmarnock, East Kilbride, Cumbernauld i Greenock.
Entre infantil, primària i secundària, l'alumnat de l'escola consta d'uns 700 membres. No hi ha cap examen d'entrada ni llista d'espera, ni cap altre tipus de selecció. La demanda ha anat creixent considerablement des de l'obertura de l'escola, i això ha fet pensar el consell de la ciutat de Glasgow en construir-ne una altra.
L'escola té actualment capacitat per a 800 alumnes. L'any 2012 el Glasgow City Council augmentarà aquest nombre fins a 1.200.

## Història
La primera escola gaèlica va obrir l'any 1999, només com a escola primària: la Bunsgoil Ghàidhlig Ghlaschu (Escola Primària Gaèlica de Glasgow). A mesura que l'alumnat creixia, anava augmentat la necessitat de mudar-se a un local més gran. L'edifici que anteriorment havia servit a la Woodside Secondary School, va reobrir l'agost del 2006 com a Escola Gaèlica de Glasgow, proporcionant educació en gaèlic escocès per a alumnes d'infantil, primària i secundària.